# 永長地震

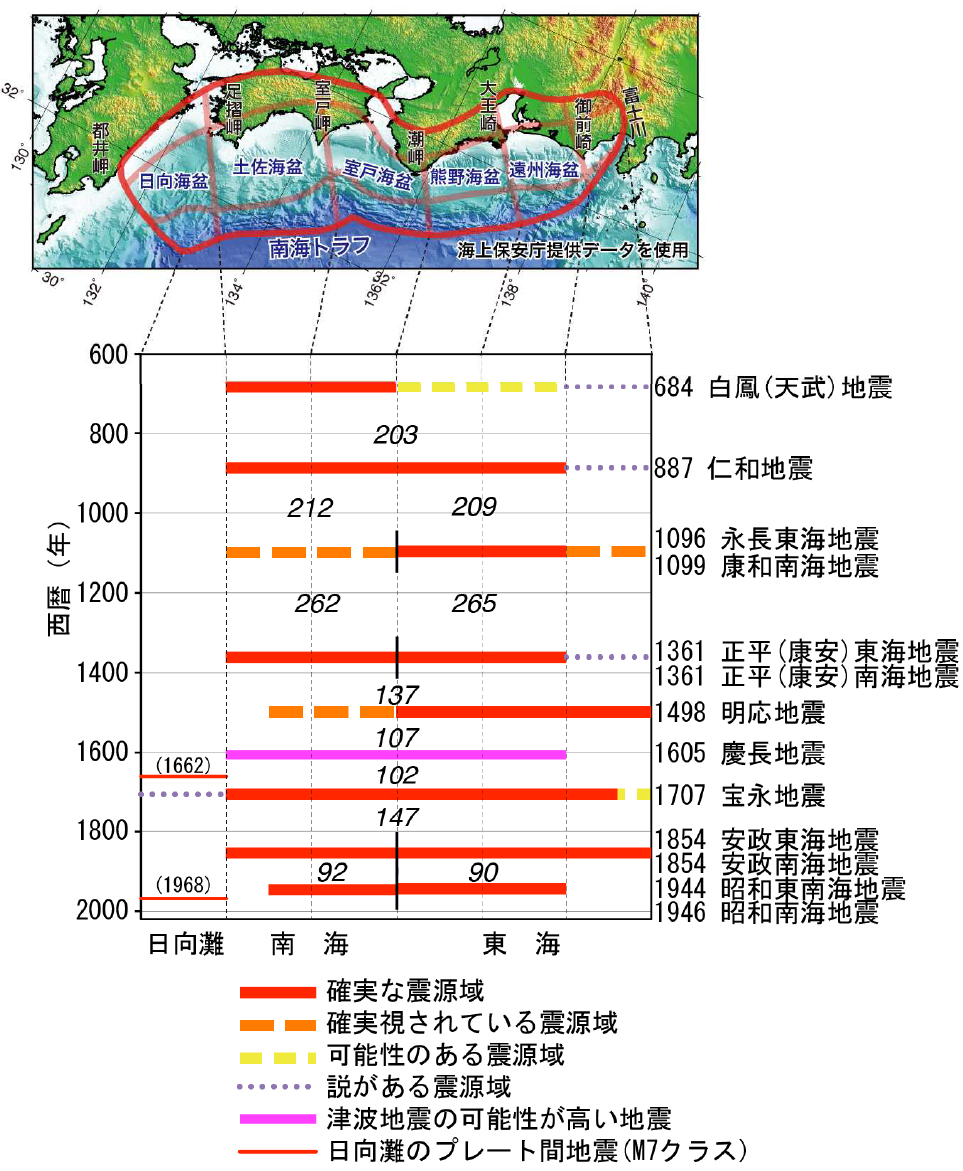
過去に発生した南海トラフ地震の震源域の時空間分布

永長地震（えいちょうじしん）は平安時代後期に起きた巨大地震。南海トラフ沿いの巨大地震と推定されている。東海道沖の地震と考えられてきたが、本地震が南海道沖の地震も含むとする説も出されている。

## 概要
この地震は嘉保年間に起きたが、この天変地異を期に約1ヶ月後の12月17日（ユリウス暦1097年1月3日）に永長に改元され、年表上では永長元年となることから永長を冠して呼ばれる。『後二条師通記』、『中右記』、『百練抄』および『康富記』などに地震被害の記録がある。
約2年2ヵ月後に康和地震が発生しており、本地震とペアをなす南海道沖の地震と考えられてきたが、康和地震を南海道沖の地震とするには『兼仲卿記』紙背文書の成立時期などいくつかの疑義があり、本地震が土佐の田苑の沈降を引き起こした南海道沖の地震をも震源域に含む可能性が唱えられている。

## 地震の記録
嘉保3年11月24日辰刻（ユリウス暦1096年12月11日8時頃、グレゴリオ暦1096年12月17日）、東海道沖に大地震が発生した。東海地方の津波記録、および畿内付近の震害記録がみられる。
藤原宗忠の日記である『中右記』には、この地震に関する詳細な記録があり、地震動が一時（約2時間）程続き、東大寺の巨鐘が落下、薬師寺の回廊が倒壊、東寺の九輪が落下、法成寺の東西塔が破損、法勝寺の御仏等光が破損したと記されている。東大寺の巨鐘の落下は延久2年10月20日（ユリウス暦1070年11月25日）の地震以来のことであった。閑院御所では堀河天皇が庭の池に浮かべた舟に避難したという。
『中右記』にはまた、近江で勢多橋が落下し、伊勢阿乃津（安濃津、現・三重県津市）で津波によって多くの人家が破壊され、その他諸国でも同様であったなど伝聞から京都以外でも大きな被害があったことが記されている。
藤原師通が著した『後二条師通記』には辰時に6度震い、また駿河からの報告書に「去月廿四日に大地震があり、津波により社寺や民家が400余流失し、国家の大事なり」と記されていたとある。この時代の地震の古記録は京都・奈良など畿内で書かれたものが殆どであり、駿河や伊勢の津波被害など地方の被害は伝聞として京都に伝えられ記録されたものである。
『近衛家文書』には「而去嘉保年中大地震之時□□々空変海塵、経数十年、爰此七八ケ年、漸為陸地、令開作之間、件両嶋、鹿取・野代両庄住人、」とあって、本地震で木曽川下流域の鹿取・野代の地が「空変海塵」の状態となり、年月を経て陸地に戻った様子が記述される。木曾三川河口デルタの低地が強震動・液状化・地盤沈降・津波の複合作用で崩壊、海没したものと考えられる。
『中右記』には、この地震前後から約2年後の康和地震頃まで多くの地震の記録が見られ、活発な余震活動が続いたことが窺われる。この相次ぐ地震などのため、永長2年11月21日（ユリウス暦1097年12月27日）には再び改元され、元号は承徳に改められた。
阿波国太龍寺に関する古記録を集成した『太龍寺縁起』にも、本地震の記述が登場する。しかし、この『太龍寺縁起』には土佐の沈降を伴ったとされてきた康和地震の記録はない。

## 震源域
河角廣(1951)は規模MK = 7.0 を与え、マグニチュードは M = 8.4に換算されている。また、M 8.0-8.5、あるいはM 8.3などと推定されているが、断片的な記録しか有しない歴史地震であるため数値の精度は高くない。畿内、琵琶湖、および揖斐川付近（木曽川河口付近）の強震動および津や駿河の甚大な津波被害から震源域は熊野灘沖および遠州灘沖（C, D領域）を含むことは確実とされ、さらに駿河湾（E領域）まで及んでいた可能性もあると推定される。
2年後に発生した康和地震を永長東海地震と対をなす南海道沖の地震と考えるには、日付の誤記、また阿波の『太龍寺縁起』が康和地震に触れていないなどいくつかの疑問点が残り、また震源時間の長い多重地震を思わす長時間の地震動から永長地震が南海道沖の地震を含んだ宝永型であった可能性を検討する必要もあるとされる。
浜名湖沿岸で津浪の痕跡が発見され、この時期に東海・南海地震が発生したことが示された。
887年の仁和地震から209年の間隔が開いているが、この間にもう1回の南海トラフ沿いの地震の存在が疑われるとの見方もあり、1994年の奈良県香芝町の箸尾遺跡の発掘調査により、10世紀後半から11世紀初頭の間に生成したと推定される液状化現象による砂脈が発見された。しかし、この地震痕跡は西日本の内陸地殻内地震の可能性も排除できず、この箸尾遺跡の地震痕のみを以て南海トラフ巨大地震と断定することはできないとされる。